# 朕的刺客女友
《朕的刺客女友》（英語：My Assassin Girlfriend），2018年中国大陆古装架空电视剧。由蔡知辰、陈昊蓝、徐婕、丛健彰领衔主演，爱奇艺于2018年7月30日首播。

## 播出时间
| 频道                | 所在地          | 播映日期      | 播出时间 | 备注 |
| ------------------- | --------------- | ------------- | -------- | ---- |
| 爱奇艺 愛奇藝台灣站 | 中国大陆 · 臺灣 | 2018年7月30日 |          |      |

## 劇情簡介
须弥国大王白因齐，颜值卓绝，智商超群，无奈少年登基遇到权臣当道，一直被架空，还一直被暗杀。在一系列不成功的刺杀中，抖M的大王爱上了女刺客虞嫣。终于最后的刺杀来临，白因齐的忠犬侍卫田小黎拼死相护，三人战成一团，而后因为一个神奇的怀表，穿越了。白因齐同田小黎穿越到了现代社会2018年，白因齐以私生子身份成了白氏集团唯一继承人，身边依旧危机四伏，幸得田小黎一路相随。遇到同样穿来的虞嫣，但虞嫣不记得他了。于是，白大王开始一场轰轰烈烈的古今双向逆袭之路，还要一边挽回心爱女子的心。

## 演员列表

### 主要演员
| 演員                    | 角色        | 介紹 |
| 蔡知辰                  | 白因齐      | 须弥国天子，机缘巧合因祖传怀表而来到21世纪，开启一场轰轰烈烈的古今双向逆袭之路。他表面看似傲娇腹黑，实则对感情专一，是典型的好男人代表。                                                                                           |
| 陈昊蓝 （童年：陳思穎） | 虞嫣 虞娟之 | 身世坎坷的刺客，因家族之事被王爷利用去刺杀须弥国大王白因齐，但没想到在最后的刺杀之际，因一块神奇的怀表穿越至现代。她在须弥国是一心想报仇的女刺客，在现代却转身成为精致干练的职场女强人，与白因齐的朝夕相处渐渐产生了一段复杂感情。 |
| 徐婕                    | 白竹        | 白家三妹，狂热穿越小说爱好者，同时也是个小有名气的作者。白竹自幼被兄长宠爱，虽是富家出身，却并非高高在上的小公主，而是个对身边事物充满无限新鲜感的“吃瓜少女”，雖然劇中沒有特別闡明，但是可以推斷出，白竹有血友病。                 |
| 丛健彰                  | 田小黎      | 须弥国天子白因齐的陪读兼贴身侍卫。田小黎与白因齐因一块神奇怀表穿越至现代，他遇到了活泼可爱的白竹，两人的感情随着时间日渐升温。 |

### 其他演员
| 演員   | 角色   | 介紹                                            |
| 陈宣铭 | 白河   | 须弥国王爷，白因齐的皇叔。                      |
| 王振   | 蔡文广 | 芥子国皇子。                                    |
| 王歆霆 | 蔡文绮 | 芥子国公主。                                    |
| 马昂   | 白荻   | 白因齐的二哥，喜欢虞嫣。                        |
| 苏宥辰 | 白蓬   | 白因齐的大哥                                    |
| 蒲星宇 | 孟露   | 白蓬的情人，做事魯莽不計後果， 和虞嫣勢不兩立。 |

## 电视原声带
| 曲序 | 曲目                   |              | 作曲         | 演唱         |
| ---- | ---------------------- | ------------ | ------------ | ------------ |
| 1.   | 吹雪（片头曲）         | 嚴鋒         | 田亮         | 周彦辰、张鑫 |
| 2.   | 2018独家记忆（片尾曲） | 易家揚、朱星 | 陶昌廷、思源 | 朱星         |